# Gaurotes pictiventris
Gaurotes pictiventris är en skalbaggsart som beskrevs av Carlo Pesarini och Andrea Sabbadini 1997. Gaurotes pictiventris ingår i släktet Gaurotes och familjen långhorningar. Inga underarter finns listade i Catalogue of Life.